# Polar Boy
Polar Boy (Brek Bannin) es un personaje ficticio del siglo 30 del Universo DC, inicialmente sugerido por el lector Buddy Lavigne de Northbrook, Illinois en la página de cartas de Adventure Comics #304, de enero de 1963.El fue el primero de varios personajes que se crearon en base a sugerencias de los lectores.

## Biografía ficticia
Brek Bannin creció en el planeta Tharr, considerado uno de los planetas habitados más calurosos de la galaxia. Su familia vive en el valle más caluroso del planeta, donde los habitantes desarrollaron el poder de crear frío extremo, nieve y hielo como forma de combatir el calor persistente.
En Adventure Comics #306, hizo una primera prueba para la Legión de Super-Héroes, pero no pudo controlar sus poderes. El fue rechazado porque los miembros sintieron que sus poderes podrían interferir en las misiones. Bannin luego fundó la Legión de Héroes Sustitutos con otros solicitantes rechazados y fue su primer líder.
El fue la persona más joven en probar para la Legión. Él y los Subs ayudaron a la Legión numerosas veces, principalmente como agentes de la ley local mientras la Legión estaba fuera del mundo.En apariciones posteriores, los Subs fueron utilizados como alivio cómico. Después de que los Subs frustraran con éxito una invasión de Bismoll por duplicados de Computo, de una manera vergonzosa e inepta, disolvió los Subs. A los miembros de los Subs se les dio una exención a la regla de la Legión de que los nuevos miembros no debían ser mayores de 18 años. Después de que los Subs se disolvieron, Polar Boy solicitó ser miembro de pleno derecho de la Legión. El fue aceptado e incluido junto con Sensor Girl, Magnetic Kid, Tellus y Quislet.
Los escritores de la Legión solían caracterizar a Polar Boy como alguien bien intencionado pero demasiado entusiasta. Casi siempre se lo ilustraba como alguien considerablemente más bajo que los otros legionarios.
En una línea de tiempo alternativa señalada por Waverider, el Polar Boy original recluta con éxito al héroe perdido en el tiempo de la Liga de la Justicia, Blue Jay.

### Post-Hora Cero
Tras el reinicio de Hora Cero, Polar Boy fue reintroducido en Legionnaires #43 (diciembre de 1996), en el que fue rechazado una vez más por sus poderes inestables y formó la Legión Sustituta. Se mencionó que esta encarnación no era más joven que los otros candidatos a la Legión, pero se asumió que lo era debido a su altura.

### "Threeboot"
Polar Boy aparece en la Legión de las Tres Botas como miembro de los Wanderers. Sus poderes se describen como "ralentizar el movimiento molecular".

### Post-Crisis-Infinita
En Action Comics #860, se ve a Polar Boy en un campo de tortura, capturado por la sociedad antialienígena de la Tierra del siglo XXXI. Le habían arrancado el brazo, pero cuando fue liberado por Superman y la Legión, creó un reemplazo a partir de hielo.
En Final Crisis: Legion of 3 Worlds, Polar Boy se encuentra entre los legionarios reunidos contra Superboy Prime y la nueva Legión de Super-Villanos. Para combatir esta amenaza, Brainiac 5 envía a Ryan, Dawnstar y Wildfire en una misión no revelada al siglo XXI. Al regresar al presente con un mechón de cabello de Lex Luthor (que la Legión usa para revivir a Superboy), Polar Boy se enfrenta a Superboy Prime, tratando de detenerlo el tiempo suficiente para que el experimento de Brainiac 5 funcione. Prime casi lo mata, pero es salvado por Sun Boy.

## Poderes y habilidades
Polar Boy, como cualquier Tharrian, puede reducir el calor que lo rodea a él o a otros objetos, creando una caída de temperatura que va de leve a intensa. Debido a esto, puede soportar temperaturas más altas de lo normal. Por lo general, cuando hace que un objeto sea muy frío, el hielo o la escarcha se condensan en su superficie. A menudo usa ropa abrigada debido a las temperaturas más frías en la Tierra. Se lo ha representado como un líder veterano y talentoso, y ha sido el líder de la LSH más de una vez.

## En otros medios
- Polar Boy hace apariciones sin hablar en Legion of Super Heroes.
- Polar Boy aparece en el cómic one-shot Batman '66 Meets the Legion of Super-Heroes.[6]